# Војна академија (5. сезона)
Пета сезона телевизијске серије Војна академија је премијерно емитована на РТС-у од 11. јануара до 14. марта 2020. године и садржи 10 епизода.

## Радња
Пети наставак Војне Академије доноси авантуре познатих јунака а у причу уводи и неке нове ликове...
Капетан Данијел Стошић после вишегодишње паузе покушава да се врати летењу. Нажалост, војна психолошкиња, мајор Данка Обрадовић, не даје му позитивно мишљење јер сумња у његов осећај одговорности, с обзиром на његову бурну прошлост. Данкин отац Ратко, високи официр у пензији, на самрти је, а како је његова последња жеља да му се ћерка уда, Стошић пристаје да глуми њеног лажног вереника...
Анђела жели да изненади свог момка, потпоручника специјалних бригада Ику Морачу, и пријављује се на обуку за специјалне бригаде, у жељи да што више времена проводи са њиме. Цеца, која је годинама несрећно заљубљена у свог колегу са класе, Бугија, размишља да се придружи контингенту Војске Србије, који као део мисије УН се спрема на одлазак у Мозамбик...
Шаша и Клисура годинама не могу да добију дете и одлучују да покушају са вештачком оплодњом, са чиме се не слаже Клисурина мајка Милијарда, која ангажује врачару Калиопе да помогне сину и снаји да добију потомство.
Роксанди и Васкету је веза у кризи, јер Васке није спреман за виши корак (брак)...
Кроз 10 епизода разрађује се неколико упоредних токова приче. У жижи приче су капетан Данијел Стошић (Бојан Перић) и мајорка-психолошкиња Данка Обрадовић (Нина Јанковић). Најпре као супарници (Данка је на челу Одбора који не допушта Данијелу да се врати летењу) да би временом прорадила осећања са обе стране. Анђела (Андреа Ржаничанин) жели да се приближи свом дечку, поручнику посебних бригада Илији Морачи (Славен Дошло), тако што ће се пријавити за обуку за ову престижну јединицу.
Веза Васкета (Милош Тимотијевић) и Роксанде (Јелисавета Орашанин) је у кризи када је на потпуковника око бацила поручница Радмила Вуруна (Ваја Дујовић). Богољуб Буги Јанковић (Вучић Перовић) је рањен током једне акције спасавања па Цеца (Анђела Јовановић), која је годинама несрећно заљубљена у свог колегу са класе, почиње да се брине о њему.
У серији се проблематизује и борба за потомство Шаше и Клисуре, а пратимо и пустоловине младих потпоручника који се труде да преживе у дивљини на обуци за посебну јединицу када на испит издржљивости долазе њихова пријатељства и љубавне везе. Уз теме везане за проблеме и комичне догодовштине питомаца и њихових надређених, додате су и основе шпијунског заплета

## Улоге

### Главне
- Бојан Перић – Данијел Стошић
- Тијана Печенчић – Милица Зимоњић Зимче
- Славен Дошло – Илија Морача Ика
- Андреа Ржаничанин – Анђела Бањац
- Анђела Јовановић – Светлана Савић Цеца
- Вучић Перовић – Богољуб Јанковић Буги
- Ђорђе Стојковић – Груја Голијанин
- Јелисавета Орашанин – Весна Роксандић Рокса
- Милош Тимотијевић – Видоје Васиљевић Васке
- Иван Михаиловић – Мирко Клисура
- Драгана Дабовић – Инес Шашвари Шаша
- Бранко Јанковић – Живојин Џаковић
- Тамара Драгичевић – Надица Арсић
- Гордана Пауновић – Марија Гаћеша Маша
- Јован Јовановић – Гвозден Савић
- Нина Јанковић – мајорка Данка Обрадовић
- Примож Врховец – Антон Гуштин
- Ваја Дујовић – поручница Радмила Вуруна
- Танасије Узуновић – Ратко Обрадовић
- Небојша Миловановић – пуковник Драган Кашанин
- Тамара Крцуновић – потпуковница Вера Антић
- Миодраг Драгичевић – Вукашин Пашић Гром
- Давор Јовановић – Гаврило Вучковић Вук
- Јована Миловановић – Невена Рељић
- Павле Менсур – Милан Милојевић Лане
- Ђорђе Крећа – Драган Ћирић Ћира
- Олга Одановић – Милијарда Клисура
- Татјана Венчеловски – Калиопе
- Драган Петровић – Васа Савић
- Бранка Пујић – Милена Савић
- Виктор Савић – капетан корвете Здравко Бркић
- Миодраг Крстовић – Тими Јанковић
- Радоје Чупић – пуковник Урош Протић
- Бојан Жировић – Боривоје Сретеновић

### Епизодне
- Ива Јовановић као Марија Савић, Цецина сестра
- Ђорђе Марковић као Соколов

## Епизоде
| Бр. еп. (укупно) | Бр. еп. (у сезони) | Наслов       | Редитељ       | Сценариста                                   | Премијера         |
| --- | ------------------ | ------------ | ------------- | -------------------------------------------- | ----------------- |
| 53 | 1                  | Епизода 5.1  | Дејан Зечевић | Зорица Цвијетић, Жељко Хубач и Милан Коњевић | 11. јануар 2020.  |
| Питомци су се окупили да обележе трогодишњицу смрти њиховог друга са класе, Риса. Надица очекује друго дете, а њена нервоза током трудноће тешко пада њеном супругу, Џалету. С друге стране, Клисура и његова изабраница Шаша су помало депресивни јер она не може да затрудни. Капетан Стошић је разочаран јер му није враћена дозвола за летење. Прошао је све потребне тестове, али му мајор-психолог, Данка Обрадовић, није дала своје стручно одобрење. Стошић је одлучан у намери да поднесе жалбу на ту одлуку. |                    |              |               |                                              |                   |
| 54 | 2                  | Епизода 5.2  | Дејан Зечевић | Зорица Цвијетић, Жељко Хубач и Милан Коњевић | 18. јануар 2020.  |
| Буги је повређен приликом спасавања жртава из пожара. Капетан Бркић осећа грижу савести због те несреће. Цеца, која је већ дуго тајно заљубљена у Бугија веома се узнемири кад чује где се он налази и одмах крене у болницу. У болницу долази и Бугијев отац, који криви капетана Бркића за то што се догодило његовом сину. Буги је самоиницијативно кренуо у акцију спасавања угрожених пожаром, а Бркић жали што га није спречио у томе. Лекар је збринуо Бугија и саопштио његовом оцу и пријатељима да му је сада потребан мир. У болници једино остаје Цеца. Бугијеви пријатељи се припремају за одлазак у базу, на обуку специјалне јединице. Стошић подноси жалбу на одлуку комисије која му није дозволила до обнови дозволу за пилотирање. |                    |              |               |                                              |                   |
| 55 | 3                  | Епизода 5.3  | Дејан Зечевић | Зорица Цвијетић, Жељко Хубач и Милан Коњевић | 25. јануар 2020.  |
| Цеца даноноћно дежура у болници очекујући да се Буги опорави од повреда које је добио приликом спасавања угрожених у пожару. Антон Гуштин, инспектор Интерпола, не крије симпатије које гаји према Зимчету. Прави разлог за Антонов долазак у Београд је заправо учешће у специјалној операцији. Заједно са пуковником Кашанином, којег је у тим позвала Вера, његова некадашња љубав, Антон би требало би да отклони безбедносне претње, јер постоје индиције да земљи прети обавештајна диверзија. |                    |              |               |                                              |                   |
| 56 | 4                  | Епизода 5.4  | Дејан Зечевић | Зорица Цвијетић, Жељко Хубач и Милан Коњевић | 1. фебруар 2020.  |
| Између Зимчета и Антона Гуштина, инспектора Интерпола, рађа се романса. Мирко и Шаша не могу да добију дете. Миркова мајка, Милијарда, несрећна је због тога, а поготово се забрине кад чује да ће Шаша да иде на вештачку оплодњу. Стошић је упоран у намери да поново дође до дозволе за летење. Данка се и даље држи тога да му то не одобри, али као да између њих двоје постоји симпатија. Буги се опоравља у болници од последица рањавања које је добио приликом гашења пожара. Цеца намерава да саопшти Бугију да опоравак настави у њеној кући, без обзира на то што Цецина сестра не подржава ту идеју. |                    |              |               |                                              |                   |
| 57 | 5                  | Епизода 5.5  | Дејан Зечевић | Зорица Цвијетић, Жељко Хубач и Милан Коњевић | 8. фебруар 2020.  |
| Морача је постао део екипе која је задужена да разоткрије заверу која се спрема са циљем субверзије међународног самита који би требало да буде одржан у Београду. Са Морачом у екипи су и Кашанин, Вера и Антон Гуштин, инспектор Интерпола. Сазнају да је реч о непознатим људима који спремају операцију "Левијатан". Када је Морача отишао на нови задатак, његова девојка Анђела, са групом питомаца Војне академије на програму је специјалне обуке. Њихов задатак је да се у неприступачним деловима шуме привикавају на преживљавање у природи. |                    |              |               |                                              |                   |
| 58 | 6                  | Епизода 5.6  | Дејан Зечевић | Зорица Цвијетић, Жељко Хубач и Милан Коњевић | 15. фебруар 2020. |
| Стошић се пред Данкиним болесним оцем лажно представио као њен вереник. Данки је објаснио да је то учинио да би одобровољио њеног оца који је забринут за њену будућност. Кашанин и Вера, заједно са тимом обавештајаца из различитих земаља, узалудно покушавају да сазнају ко стоји иза мистериозне организације која спрема диверзију којом ће да угрози међународни политички самит у Београду. Мали траг је локација на којој је први пут регистрован Сретеновић, обавештајац за којег се дуго времена претпостављало да је мртав. |                    |              |               |                                              |                   |
| 59 | 7                  | Епизода 5.7  | Дејан Зечевић | Зорица Цвијетић, Жељко Хубач и Милан Коњевић | 22. фебруар 2020. |
| Светлана је убедила Бугија да се након изласка из болнице смести у њеном стану. Буги се осећа помало нелагодно због претеране присности њених родитеља. Кашанин и Вера изигравају романтични пар у ресторану. Том приликом су принуђени да се физички обрачунају са обавештајцима који су их пратили. Обавештајци ипак успеју да им побегну. Двадесет километара даље од ресторана војна безбедност пронађе спаљени аутомобил којим су побегли нападачи на Кашанина и Веру. Због потенцијалне опасности Вера предлаже да међународни политички самит у Београду буде одложен. |                    |              |               |                                              |                   |
| 60 | 8                  | Епизода 5.8  | Дејан Зечевић | Зорица Цвијетић, Жељко Хубач и Милан Коњевић | 29. фебруар 2020. |
| Мирко Клисура и његова супруга Шаша отишли су на вештачку оплодњу. Миркова мајка, Милијарда, никако не може да се помири са њиховом одлуком. Милијарда одлази заједно са њима код лекара и уноси додатну нервозу у ординацију. Лекар покушава да умири Милијарду и убеђује је да вештачка оплодња није никаква драматична интервенција. Буги се сместио код Светлане с циљем да се што пре опорави након боравка у болници. Међутим, Буги врло брзо одустаје од тога да буде у Светланином стану, јер се у њему осећа нелагодно. |                    |              |               |                                              |                   |
| 61 | 9                  | Епизода 5.9  | Дејан Зечевић | Зорица Цвијетић, Жељко Хубач и Милан Коњевић | 7. март 2020.     |
| Мајор Васке је коначно запросио Роксанду, али њихов романтични тренутак угрожава хитни позив да дођу на аеродром који је у опасности због озбиљне диверзије на радарским уређајима. Интерпол је јавио нашој обавештајној служби да обрате пажњу на кртицу која се налази у њиховом тиму. Наиме, сумња је усмерена на сарадника овдашње обавештајне службе који помаже плаћеницима да кроз операцију "Левијатан" угрозе безбедност учесника међународног политичког самита у Београду. |                    |              |               |                                              |                   |
| 62 | 10                 | Епизода 5.10 | Дејан Зечевић | Зорица Цвијетић, Жељко Хубач и Милан Коњевић | 14. март 2020.    |
| Антон Гуштин, инспектор Интерпола, признаје да је заправо искористио Зимче, не би ли уз помоћ њеног мобилног телефона дошао до важних безбедносних информација које су му биле потребне. Он осећа грижу савести. Заиста се заљубио у Зимче и на крају је издао. Антон је морао да сарађује са терористима, јер су они отели његову ћерку. Буги је схватио да је била лакомислена одлука да оде из Цециног стана. Сада се каје и долази до ње, али сазнаје да је отишла на аеродром с намером да отпутује у иностранство. Буги креће ка аеродрому. |                    |              |               |                                              |                   |

## Напомена
- Приликом досадашњег емитовања серије, на почетку сваке епизоде није наведен назив саме епизоде.